# Корсиканський фронт національного визволення

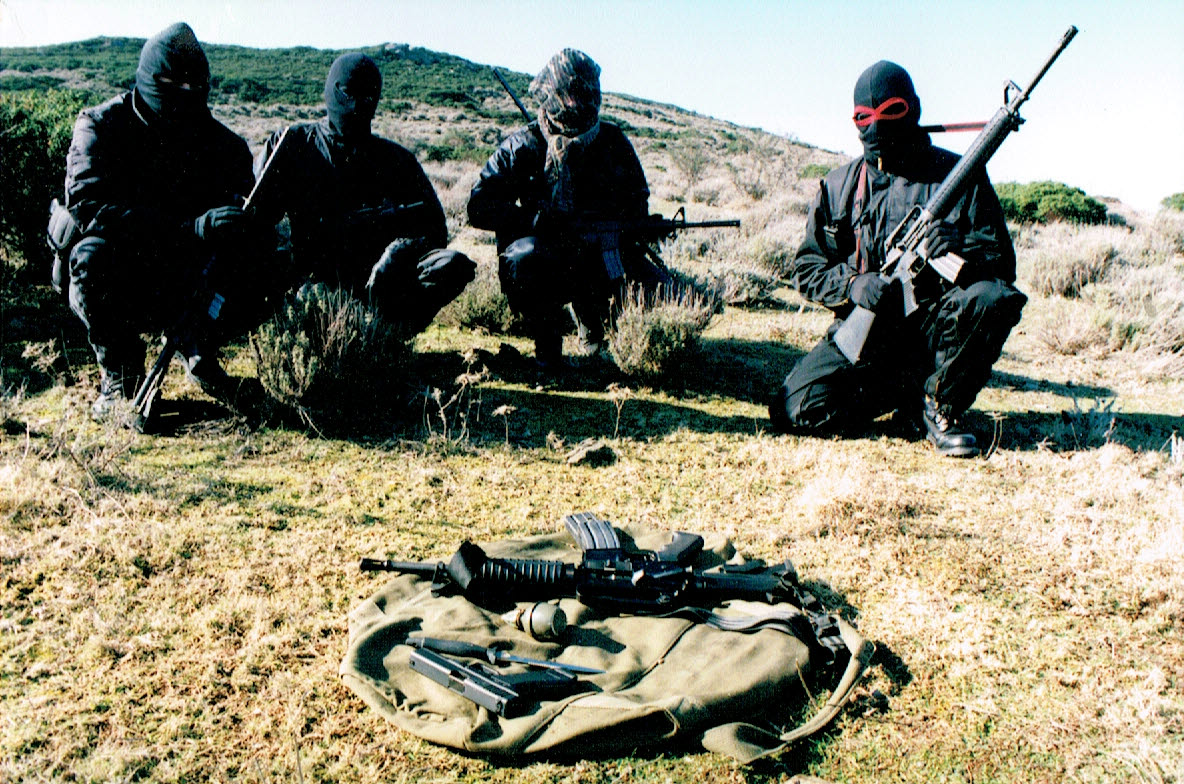
Тренування бійців Корсиканського фронту національного визволення

Корсиканський фронт національного визволення (Fronte di liberazione naziunale corsu, FLNC) — радикальний корсиканський патріотичний націоналістичний рух, створений у 1976 році в результаті злиття Корсиканського фронту визволення селян (Frontu paesanu corsu di liberazione, FPCL), заснованого у травні 1968 року, та марксистської Корсиканські партії соціалізму (U partitu corsu pà u sucialismu, PCS), заснованої в лютому 1974 року, та Ghjustizia Paolina (GP), що з'явилася в березні 1974 року. Продовжуючи діяти по сьогодні, FLNC виступає за незалежність Корсики.

## Історія

### 1970-ті
У ніч з 4 на 5 травня 1976 року двадцять два вибухи пролунали в численних населених пунктах на Корсиці, а також окремих районах Ніцци і Марселя. Відповідальність за ці «блакитні ночі» взяла на себе новоутворена організація FLNC, повідомивши про це у 20 000 примірників листівок, поширених на Корсиці.
FLNC запускає ще одну серію вибухів на острові 20 травня. Ця акція збіглася з судом над 10 членами «Корсиканського регіоналістської дії», нещодавно розпущеної і відповідальної за загибель двох французьких жандармів організації. Влітку FLNC підіймає активність: ініціює хвилю мінометних обстрілів жандармерії міста Агйоне з використанням гранатомета М796. Лівія, що активно підтримувала інші терористичні групи в Європі, такі як ІРА, вважалася потенційним постачальником бойової зброї, використовуваної FLNC.
У вересні 1976 року активісти FLNC напали на кількох високопоставлених чиновників французької армії: французький генерал вижив під час розстрілу його авто, а водій зазнав поранень та втратив слух. Крім того, будинок іншого офіцера французької армії було підірвано.
У 1977 році FLNC проявляє менше активності. У квітні того ж року було скоєно кілька нападів, пов'язаних із корсиканськими націоналістами і FLNC. Про ці напади заявляла нова група по боротьбі з незалежністю, що обрала назву FRANCIA (Front d'action nouvelle contre l'indépendance et l'autonomie, Новий фронт дії проти незалежності і автономії).
Хоча на Корсиці існували й інші групи, що виступали проти незалежності, FRANCIA була єдиною, здатною здійснювати напади на корсиканських націоналістів. 14 травня група підірвала редакцію Arritti (корсиканське націоналістичне видання). FLNC реагує на ці напади, провівши зухвалий рейд на Форт-Лакруа, недалеко від Бастії, 24 травня та на початку червня, підірвавши більшу частину станції Бастія.
В наступному місяці вони відкрили новий сезон «блакитних ночей» проти 27 цілей, пов'язаних із FRANCIA і підірвали бомбу на телевізійній станції в Серра-ді-Пінья. 13 січня 1978 року FLNC запускає «Операцію Зара» і обстріляла авіабазу НАТО в Соленцара.
У травні 1978 року FLNC зазнає серйозної невдачі: 27 людей, що підозрювалися в причетності до організації були заарештовані на Корсиці та на континенті під час поліцейської спецоперації. Поліція виявила схованку зі зброєю в місті Кардю під час розслідування звичайної крадіжки зі зломом. Понад 300 людей були опитані і більше 60 затримані поліцією. Інших підозрюваних також заарештували в Парижі, Ніцці та Ліоні. У грудні 1978 року FLNC посилила атаки на поліцейські казарми: жандармерію Боргу обстріляли з важкого кулемета, що викликало побоювання, що FLNC зможе відтепер зосередити атаки не лише на матеріальних цілях, але й на людях. Поруч із тим, FLNC вимагає, щоб затримані розглядалися як політичні в'язні.
У 1979 році кількість атак збільшилася. У період з січня по березень на острові було зареєстровано понад 115 вибухів. У липні кілька ключових активістів були схоплені, що призвело до відсутності активності з боку FLNC. Потім організація оголосила про новий наступ у визвольній боротьбі і порадила корсиканцям, які були співробітниками поліції або армії, покинути острів. 10 березня десять банків по всій Корсиці стали мішенню для вибухів. 10 квітня три паризькі банки також постраждали від вибухів.
Кінець 1970-их і початок 1980-их років ознаменували вирішальний поворотний момент у політиці FLNC, аналогічний повороту ІРА: FLNC вирішує донести корсиканську проблему до французів, перенісши бомбові удари на континент. 6 травня 1979 року FLNC скоює атаки на 20 банків в Парижі.

### 1980-ті роки
14 травня 1980 року FLNC скоює теракт в будівлі суду в Парижі та напад на чотирьох жандармів, які охороняли іранське посольство, поранивши трьох з них. У 1980-их роках прихильники FLNC стали менш обережними в плані демонстрацій та політичної діяльності. FLNC продовжував закликати до надання арештованим активістам статусу політичних в'язнів. Масові демонстрації на користь політичного статусу корсиканських ув'язнених були дуже частим явищем.
У листопаді 1980 року 12 ув'язнених з FLNC в Парижі оголосили голодування в знак протесту проти нерівного поводження з корсиканськими в'язнями-націоналістами, метод, який використовувався також активістами ІРА. 1 квітня 1981 року FLNC закликав до перемир'я під час президентських виборів, і після перемоги Франсуа Міттерана оголосив про продовження перемир'я, аби подивитися, як підуть справи.
18 вересня 1981 року FLNC оголосив про кінець припинення вогню на прес-конференції в горах центральної Корсики, засудивши автономістів за спробу використовувати недієві традиційні канали політичної системи. І, виступаючи проти політики умиротворення Франції, оголосив про відновлення збройної боротьби.
19 серпня 1982 року FLNC влаштовує нову «блакитну ніч», під час якої було скоєно 99 нападів на урядові цілі. В середині 1980-их років організація також активізувала свої дії по боротьбі з незаконним обігом наркотиків, убивши 4 підозрюваних наркоторговців протягом дванадцяти місяців у 1986 році. У 1988 році FLNC погодився на перемир'я з французькою державою. Однак деякі члени організації, як і раніше, ігнорують припинення вогню, що призводить до розколу всередині руху.

### 1990-ті роки
У 1990-ті роки організація FLNC розривалася у чварах між двома основними фракціями. Багато в чому причиною чвар і сварок було політичне суперництво членів всередині організації, а також особисті розбіжності.
У 1991 році командос FLNC вдалося вирватися із засідки і втекти під час перестрілки з жандармерією. З цієї дати тероризм FLNC більше не обмежується французької територією: було скоєно напад на нафтопереробний завод на сусідньому острові Сардинія.
У грудні 1996 року терористи FLNC здійснили кілька нападів на Корсиці, відомих як «Різдвяний наступ». У Фігарі організація почала кулеметну атаку на військові казарми, а в Дзікаво була скоєно гранатометну атаку на поліцейський відділок. Ці атаки завершуються убивством Клода Еріньяка 6 лютого 1998 року в Аяччо. Останній був префектом Корсики, найвищим представником держави на острові. Атака, зроблена підпільною групою дисидентів історичного каналу FLNC (анонімна група), набула широкого розголосу і її розкритикували.
У 1999 році різні громадські націоналістичні організації підписали мирну угоду в Мільясьяро, де зобов'язалися офіційно припинити вбивче зведення рахунків між націоналістами. За цією угодою було возз'єднано основні підпільні угруповання в рамках Союзу комбатантів (Union des combattants) FLNC.

### 2000 роки
FLNC продовжували напади протягом 2000-их років, хоча і набагато більш повільними темпами, аніж в кінці 1970-их років. Кілька бомб, закладених FLNC, так і не вибухнули, а від багатьох планів довелося відмовитися.
Незважаючи на численні арешти, дві основні гілки FLNC 2000-их років (Союз комбатантів FLNC та його дисиденти з FLNC 22 жовтня) залишалися дуже активними протягом десятиліття, з численними нападами на громадські будівлі (жандармерії тощо) та випадковими «блакитними ночами».
У 2009 році представниками FLNC  було організовано вибух у казармах Весковато. В офіційних повідомленнях FLNC також стверджувалося, що всі угруповання знову були возз'єднані в єдину структуру. Пізніше, 1 лютого 2010 року, об'єднаний FLNC взяв на себе відповідальність за 24 інших напади.

### 2010-ті роки
29 листопада 2011 року FLNC заявив про 38 таємних акцій, в тому числі 33 напади проти «спекуляцій із нерухомістю» та 5 проти французької держави. Крім того, FLNC заявляє про вбивство Крістіана Леоні, глави банди «Морський бриз» та можливого вбивці Філіпа Паолі, члена спекуляцій. Це перше вбивство, заявлене після 1993 року.
9 липня 2012 року чергова дисидентська група FLNC оголосила про своє відокремлення (пізніше вона була названа пресою «FLNC 9 липня»).
19 грудня 2012 року FLNC взяла на себе відповідальність — через кілька острівних газет — за «блакитну ніч» з 6 на 7 грудня 2012 року. Всього на Корсиці було проведено понад 31 напади.
25 червня 2014 року FLNC оголошує про початок «процесу демілітаризації та поступового виходу з підпілля».
28 липня 2016 року активісти «FLNC 22 жовтня» записали потрійне відеозвернення:
- Мусульман Корсики вони попросили виступити разом із нами проти радикального ісламу(…), повідомляючи про підозрілі дії молодих безробітних людей, спокушених радикалізацією.
- Радикальним ісламістам, кваліфікованим як «проповідники смерті»: Ваша середньовічна філософія нас не лякає(…) Знайте, що будь-який напад на наш народ матиме з нашого боку рішучу відповідь без будь-яких вагань.
- Та французькій державі: Франції доведеться припинити свою схильність до військового втручання та бажання викладати уроки демократії всьому світові, якщо вона хоче уникнути повернення конфліктів, які вона сіє в усьому світові, наче бумеранг на свою територію.

## Додаткова інформація
- Корсиканський націоналізм
- Франсуа Сантоні